# Stichtag (Film)
Stichtag (Langtitel: Stichtag – Schluss mit gemütlich) ist eine US-amerikanische Filmkomödie von Todd Phillips aus dem Jahr 2010.

## Handlung
Architekt Peter Highman will ganz normal von Atlanta nach Los Angeles fliegen, wo in fünf Tagen sein Sohn per Kaiserschnitt auf die Welt kommen soll. Doch bereits am Flughafen fährt der offensichtlich angetrunkene Fahrer eines Uralt-Pkw seiner Limousine die Tür ab – dessen Passagier ist ein merkwürdiger Mann mit Alkoholfahne, Dauerwelle und Hund. Peter wiederum macht sich bereits bei der Gepäckkontrolle verdächtig, hat doch der fremde Mann versehentlich eines seiner Gepäckstücke mit einem Peters vertauscht und dieser mit einem Mal Marihuana in seinem Koffer. Im Flugzeug trifft Peter erneut mit dem Mann zusammen, der den kurz vor dem Abflug mit seinem Blackberry beschäftigten Peter auf das erforderliche Ausschalten aller technischen Geräte aufmerksam macht, auf Terroristen und Bomben zu sprechen kommt und schließlich zusammen mit Peter von der Flughafenpolizei als potenzieller Terrorist des Flugzeugs verwiesen wird. Zwar wird der Vorfall schnell geklärt, doch kann Peter nicht mehr nach Hause fliegen. Er gilt als verdächtig, wird auf die Verbotsliste sämtlicher Fluglinien gesetzt und wähnt seinen Pass und sein Geld im Flugzeuggepäck auf dem Weg nach LA.
Auf dem Parkplatz trifft er auf den merkwürdigen Mann, der sich nun als Ethan Tremblay vorstellt und ihn gemeinsam mit Bulldogge Sonny nach Los Angeles bringen will. Ethan, der in Atlanta auf der Beerdigung seines Vaters war und dessen Asche in einem Kaffeebehälter mit sich führt, will in Los Angeles zu einem Vorstellungsgespräch für eine Rolle in der Fernsehserie Two and a Half Men gehen. Da sich Peter ohne Ausweis nicht einmal einen Mietwagen ausleihen könnte, nimmt er Ethans Angebot notgedrungen an. Zunächst führt die Reise nach Birmingham, wo Ethan von der „Arzneimittellieferantin“ Heidi Marihuana kauft, angeblich, um seinen Grünen Star damit zu behandeln. Erst danach wird Peter klar, dass Ethan von den gesamten 260 $ Bargeld rund 200 $ für Drogen ausgegeben hat. Er lässt sich von seiner Frau Sarah Bargeld auf Ethans Namen anweisen, doch stellt sich heraus, dass Ethans Nachname „Tremblay“ nur ein Künstlername ist; in Wirklichkeit heißt er „Chase“, sodass beiden das angewiesene Geld nicht ausgezahlt wird. Peter macht einen Witz über die angeblichen Kriegserlebnisse des Manns an der Kasse und wird von dem im Rollstuhl sitzenden Mann verprügelt. Peter und Ethan verbringen die Nacht im Auto, wobei Peter angeekelt zu Kenntnis nimmt, dass Ethan als Einschlafritual masturbiert und der Hund es ihm nachmacht.
Am nächsten Morgen lädt Peter spontan sämtliche Sachen Ethans aus dem Wagen und fährt ohne ihn weiter. Er merkt jedoch, dass sich die „Urne“ von Ethans Vater noch im Auto befindet und kehrt um. Gemeinsam setzen Ethan und Peter den Weg bis nach Dallas fort, wo Ethan am Steuer in Sekundenschlaf verfällt und sich das Auto überschlägt. Während Ethan ohne Schrammen davonkommt, hat sich Peter den Arm gebrochen und die Bulldogge muss eine Halskrause tragen. Peter wird von seinem besten Freund Darryl aus dem Krankenhaus abgeholt und muss, obwohl er sich zunächst weigert, auch Ethan und die Dogge mitnehmen. Es stellt sich heraus, dass Darryl sich vor neun Monaten in einer anderen Stadt mit Sarah getroffen hatte und auch Bilder in Darryls Wohnung lassen Ethan vermuten, dass Darryl ein Verhältnis mit Sarah hat(te) und das ungeborene Kind daher nicht von Peter ist. Der wiederum hinterlässt einen entsprechend wütenden Anruf auf Sarahs Anrufbeantworter. Aus Versehen trinken die drei Männer die Asche von Ethans Vater, die Darryl für Kaffee gehalten und daher aufgebrüht hat.
Peter und Ethan fahren mit einem von Darryl geliehenen Auto weiter, Ethan nimmt Drogen und verpasst die richtige Abfahrt, sodass sie mit einem Mal vor der Grenze zu Mexiko stehen. Da der ganze Wagen marihuanaverraucht ist und sich Peter nicht ausweisen kann, werden beide von den Grenzposten festgehalten. Ethan flüchtet und befreit den gefesselten Peter kurze Zeit später mit einem gestohlenen Polizeiwagen. Sie fahren zum Grand Canyon, wo Ethan die Asche seines Vaters verstreut. Er gesteht Peter, dass er dessen Brieftasche im Flugzeug in Atlanta an sich genommen habe – es kommt zur Prügelei. Sie wird durch einen Anruf für Peter unterbrochen: Sarah versichert ihm, dass sie immer treu gewesen sei, und sagt ihm, dass bei ihr die Wehen eingesetzt hätten. Die Reise von Ethan und Peter nach Los Angeles geht weiter und der von der Prügelei blutende Ethan sucht im Handschuhfach des Polizeiautos nach Verbandsmaterial. Er findet eine Waffe, aus der sich ein Schuss löst, der Peter im Bein trifft. Völlig zerschunden, mit blutendem Bein und zerrissenen Sachen kommt Peter schließlich im Krankenhaus an und bricht an Sarahs Bett zusammen. Es ist schließlich Ethan, der beim Baby die Nabelschnur durchtrennt, da Peter unterdessen medizinisch versorgt wird. Das Baby ist ein Mädchen und soll den Namen Rosie erhalten.
Wenig später sieht man Peter und Sarah im Bett Fernsehen schauen. Es läuft Two and a Half Men und Ethan hat eine Nebenrolle als Jakes Nachhilfelehrer erhalten, der zufällig mit Marihuana dealt.

## Produktion
Die Dreharbeiten für Stichtag liefen vom 21. September 2009 bis Dezember 2009.
Die Dreharbeiten begannen in der Gegend in und um Atlanta, Georgia. Die Flughafenszenen außen entstanden am Ontario Airport in Kalifornien, die Innenaufnahmen im Georgia World Congress Center in Atlanta und die Flugzeuginnenaufnahmen im Warner Bros. Studio. Die Szenen um Darryl, die in Dallas spielen sollen, wurden in Buckland, Georgia, gedreht; die Innenaufnahmen entstanden in Encino, Kalifornien. Die Aufnahmen in und um Heidis Haus wurden an zwei Tagen in Las Vegas, New Mexico abgedreht. In Las Vegas entstand auch das Set des Grenzübergangs nach Mexiko. Weitere Drehorte waren unter anderem das Gwinnett Medical Center in Lawrenceville sowie der Appartementkomplex 1010 Condos an der Peachtree Street in Atlanta.
Stichtag erlebte seine Premiere am 31. Oktober 2010 auf dem Night Visions Film Festival in Finnland. In Deutschland kam er am 4. November 2010 in die Kinos.

## Soundtrack
Der Soundtrack des Films enthält die Titel:
- Sam & Dave: Hold On I’m Coming
- Billy Currington: People Are Crazy
- Cream: White Room
- Wolfmother: New Moon Rising
- Danny McBride: Closing Time
- Fleet Foxes: Mykonos
- Mims: This Is Why I’m Hot
- Neil Young: Old Man (Live at Massey Hall)
- Pink Floyd: Hey You
- Cowboy Junkies: Sweet Jane
- Band of Horses: Is There a Ghost
- Rod Stewart: Amazing Grace
- Ice Cube feat. Chuck D: Check Ya Self 2010

Zu hören sind zudem der Titel Yankee Doodle Dandy sowie das Jingle zur Serie Two and a Half Men.

## Kritiken
Cinema stellte fest, dass Todd Phillips mit seinem vor Stichtag gedrehten Film Hangover für eine hohe Erwartungshaltung gesorgt habe: „‚Hangover‘ ist ein echter Brüller, während man ‚Stichtag‘ lediglich als witzig und amüsant […] loben kann. Was den Film dennoch unbedingt sehenswert macht, sind seine Darsteller. […] Auf wunderbare Weise gelingt es beiden Darstellern mit todernster Miene, für die größten Lacher zu sorgen. Fazit: Bloß nicht zu viel erwarten, die neue Komödie vom ‚Hangover‘-Macher ist kein Brüller, aber herrlich gespieltes Schmunzelkino.“
Für Outnow war Stichtag „einer der witzigsten Filme des Jahres“: „Due Date ist ein klassisches Buddy-/Roadmovie. Das Ende ist zwar von Vorneherein schon klar, trotzdem schafft es der Film ohne Probleme, zu unterhalten und das Publikum zum Lachen zu bringen.“
critic.de befand, dass dem Film „der Mut zum Infantilen [fehlt], den Philips bei Hangover bewiesen hat, und ihm fehlt inmitten all der wunderhübschen, kalkulierten Postkartenbilder mit dem passenden Sound und Track die Wärme, die Ein Ticket für Zwei auszeichnet.“ Es bleibe am Ende der „Eindruck eines über weite Strecken vordergründigst unterhaltsamen Films mit durchaus großartigen Momenten“.
Das Lexikon des internationalen Films beschrieb Stichtag als eine „als Road Movie konzipierte Buddy-Komödie, die ihre liebenswert-unreifen Figuren durch einen wahren Höllentrip an schmerzhaften bis lustvoll-peinlichen situationskomischen Gags jagt“. Obwohl der sich dabei entfaltende Humor „mitunter alles andere als subtil“ sei, nehme der Film „durch die schiere Absurdität“ für sich ein, „mit der sich seine vom Erwachsenenleben überforderten Männerfiguren durchzuschlagen versuchen“.

## Auszeichnung
Die Deutsche Film- und Medienbewertung zeichnete Stichtag mit dem Prädikat „wertvoll“ aus.